# نانا صاحب
نانا صاحب (۱۸۲۴ - ناپدیدشده در ۱۸۵۷) رهبر دینی هندو و از برجستگان شورش‌های ۱۸۵۷ هند بود.